# (8641) 1987 BM1
(8641) 1987 BM1 (1987 BM1, 1990 VT9, 1996 YE3) — астероїд головного поясу, відкритий 27 січня 1987 року.
Тіссеранів параметр щодо Юпітера — 3,191.